# (26553) 2000 DO75
2000 دي أو 75 (ويعرف أيضًا باسم (26553) 2000 دي أو 75 وفق تسمية الكوكب الصغير) (بالإنجليزية: 2000 DO75)‏ هو كويكب ضمن حزام الكويكبات؛ وترتيبه 26553 من حيث الاكتشاف.
اكتُشف هذا الجُرم الفلكي بواسطة بحث لنكولن عن الكويكبات القريبة من الأرض في 29 فبراير 2000.

## وصلات خارجية
- (26553) 2000 DO75 في قاعدة بيانات مختبر الدفع النفاث لأجرام النظام الشمسي الصغيرة

- الاكتشاف · مخطط المدار ·  العناصر المدارية · المعلمات المادية

- (26553) 2000 DO75 على موقع ويكي سكاي: DSS2, SDSS, GALEX, IRAS, Hydrogen α, X-Ray, Astrophoto, Sky Map, Articles and images